# Fiães Sport Clube
O Fiães Sport Clube é um clube português sediado na cidade de Fiães, Município de Santa Maria da Feira, Distrito de Aveiro, em Portugal.

## História
O Fiães SC foi fundado a 25 de abril de 1932. O primeiro presidente do clube foi Manuel Pinto, recentemente regressado do Brasil, e a isto se devem as cores do equipamento Fianense (verde e amarelo). O clube foi dos primeiros fundadores da Divisão de Elite da Associação de Futebol de Aveiro, participando desde o ano em que foi fundada.
Em 1939 deu-se a morte do clube após um jogo com o Lusitânia de Lourosa, uma vez que existia (e existe) uma grande rivalidade entre estes dois clubes, dado o facto de serem clubes de localidades vizinhas. Durante esse jogo deram-se várias cenas de pancadaria que culminaram com a destruição de parte da vedação do estádio, de uma bancada e também do roubo da madeira das balizas por parte dos adeptos do Lusitânia de Lourosa. Após o ocorrido, o Fiães SC só voltou ao futebol em 1972, com uma nova direção a pôr mãos-à-obra e a fazer do clube o que ele é atualmente.
Com várias presenças em campeonatos nacionais e distritais, o clube conta com 3 títulos a nível de futebol sénior, todos a nível distrital: Conquistou por duas vezes o Campeonato de Elite da Associação de Futebol de Aveiro (1889/90 e 2001/02) e por uma vez o título da 1ª Divisão Distrital da Associação de Futebol de Aveiro (1974/75). Conta também com duas presenças na final da Taça da Associação de Futebol de Aveiro, tendo perdido ambas pela margem mínima de um golo (1-2 em 2018/19 e 0-1 em 2001/02).
A nível nacional, o melhor registo passa por um 7.º lugar na Segunda Divisão- Nível III (Terceiro escalão do futebol nacional) e uma presença nos 16-avos-de-final da Taça de Portugal, onde foi eliminado nos penáltis pelo Club Sport Marítimo.
Atualmente, o Fiães Sport Clube tem estando em ascensão no que toca à modalidade de Futebol Feminino, conquistando o primeiro lugar na Série D do Campeonato Nacional II Divisão Feminino (Segundo Escalão Nacional) na época 2019/20, sem qualquer derrota, e ter participado pela primeira vez na sua história na Liga BPI, de onde acabaria por ser despromovido para a 2ª Divisão Nacional de Futebol Feminino.

## Estádio
O clube tem por casa o Estádio do Bolhão, em Fiães, cuja capacidade é de 5 700 pessoas. O Fiães SC dividiu o seu estádio com o Sporting Clube de Espinho desde a época 2018/19 até à época 2020/21, sendo que após isso o Espinho recorreu ao Estádio da AD Ovarense e, posteriormente, ao Estádio do Relâmpago Nogueirense, no concelho de Espinho, para jogar os seus jogos "em casa" nessa época.  

## Presenças e Classificações nos Campeonatos/Taças Nacionais e Distritais
|                                  | Nº Presenças | Títulos | Melhor Classificação Obtida |
| -------------------------------- | ------------ | ------- | --------------------------- |
| Primeira Divisão Nacional        | 0            |         | ---                         |
| Segunda Divisão Nacional         | 0            |         | ---                         |
| Segunda Divisão- Nível III       | 3            | 0       | 7º                          |
| Segunda Divisão B                | 1            | 0       | 11º                         |
| Terceira Divisão- Nível IV       | 10           | 0       | 2º                          |
| Divisão de Elite da AF Aveiro    | 12           | 2       | 1º                          |
| I Divisão Distrital da AF Aveiro | 1            | 1       | 1º                          |
| Taça AF Aveiro                   | 10           | 0       | Vice-Campeão (2x)           |
| Taça de Portugal                 | 22           | 0       | 16-avos-de-final            |
| Taça da Liga                     | 0            |         | ---                         |

### Classificações
|           | I | II | II B | III | AF | Points | Journées | V  | N | D  | B.M. | B.P. | Diff. |
| 2008-2009 |   |    |      | …   |    | …      | …        | …  | … | …  | …    | …    | …     |
| 2007-2008 |   |    | 11   |     |    | 22 pts | 24       | 5  | 7 | 12 | 20   | 35   | -15   |
| 2006-2007 |   |    | 7    |     |    | 36 pts | 26       | 10 | 6 | 10 | 32   | 32   | 0     |
| 2005-2006 |   |    | 11   |     |    | 30 pts | 26       | 7  | 9 | 10 | 30   | 32   | -2    |
| 2004-2005 |   |    | 11   |     |    | 53 pts | 38       | 15 | 8 | 15 | 55   | 44   | +11   |
| 2003-2004 |   |    |      | 2   |    | 69 pts | 34       | 20 | 9 | 5  | 59   | 21   | +38   |
| …         |   |    |      |     |    |        |          |    |   |    |      |      |       |
| 1997-1998 |   |    |      | 9   |    | 44 pts | 34       | 12 | 8 | 14 | 40   | 41   | -1    |
| …         |   |    |      |     |    |        |          |    |   |    |      |      |       |
| 1995-1996 |   |    |      | 3   |    | 62 pts | 34       | 18 | 8 | 8  | 78   | 45   | +33   |

## Títulos
- 2 - AF AVEIRO CAMPEONATO DE ELITE - 1989/90, 2001/02
- 1 - AF AVEIRO 1ª DIVISÃO - 1974/75